# Магистрала 7 на САЩ
Магистрала 7 на САЩ (United States Route 7) е магистрала, част от Магистралната система на Съединените щати преминаваща през щатите Кънектикът, Масачузетс и Върмонт. Обща дължина 308,5 мили (496,5 km), от които в Кънектикът 78,3 мили (126,0 km), в Масачузетс 53,9 мили (86,7 km), във Върмонт 176,3 мили (283,8 km). Магистралата започва в центъра на град Норуок и се насочва на север през най-западната част на щата Кънектикът. Преминава последователно през градовете Уилтън, Данбъри и Ню Милфорд и навлиза в крайната западната част на щата Масачузетс, като преминава през град Питсфийлд и след още 33 km навлиза на територията на щата Върмонт. Пресича целия щат от юг на север през западната му част и завършва на границата с Канада на 1,5 km северно от градчето Хайгейт. Последните около 30 km Магистрала 7 преминава покрай източния бряг на езерото Шамплейн.
| Щат        | мили | km    | Градове (центрове на окръзи), граници, реки и др. | Щат     | мили  | km    | Градове (центрове на окръзи), граници, реки и др. |
| ---------- | ---- | ----- | ------------------------------------------------- | ------- | ----- | ----- | ------------------------------------------------- |
| Кънектикът |      |       |                                                   | Върмънт | 132,2 | 212,7 |                                                   |
|            | 0,0  | 0,0   | гр. Норуок                                        |         | 0,0   | 0,0   | граница с Масачузетс                              |
|            | 7,3  | 11,8  | гр. Уилтън                                        |         | 13,2  | 21,2  | гр. Бенингтън                                     |
|            | 23,1 | 37,2  | гр. Данбъри                                       |         | 65,9  | 106,1 | гр. Рътланд                                       |
|            | 37,2 | 59,9  | Ню Милфорд                                        |         | 94,4  | 152,0 | гр. Мидълбъри                                     |
|            | 78,3 | 126,0 | граница с Масачузетс                              |         | 132,6 | 213,3 | гр. Бърлингтън                                    |
| Масачузетс | 78,3 | 126,0 |                                                   |         | 160,4 | 258,1 | гр. Сейнт Олбанс                                  |
|            | 0,0  | 0,0   | граница с Кънектикът                              |         | 176,3 | 283,8 | граница с Канада                                  |
|            | 31,0 | 49,9  | гр. Питсфийлд                                     | Общо    | 308,5 | 496,5 |                                                   |
|            | 53,9 | 86,7  | граница с Върмънт                                 |         |       |       |                                                   |